# XVI Governo Regional da Madeira
O XVI Governo Regional da Madeira é o atual executivo da Região Autónoma da Madeira, liderado por Miguel Albuquerque e formado com base na composição da Assembleia Legislativa Regional resultante das eleições regionais de 23 de março de 2025. É formado por membros do PPD/PSD e do CDS-PP.
Miguel Albuquerque foi indigitado para formar novo governo no dia 28 de março e tomou posse juntamente com os restantes membros no dia 15 de abril de 2025.

## Composição
O Governo é composto pelos seguintes membros:
| Retrato | Cargo                                                 | Detentor              | Partido | Partido      | Período                        |
| ------- | ----------------------------------------------------- | --------------------- | ------- | ------------ | ------------------------------ |
|         | Presidente do Governo Regional                        | Miguel Albuquerque    |         | PPD/PSD      | 15 de abril de 2025 — presente |
|         | Secretário Regional de Educação, Ciência e Tecnologia | Jorge Carvalho        |         | PPD/PSD      | 15 de abril de 2025 — presente |
|         | Secretário Regional de Turismo, Ambiente e Cultura    | Eduardo Jesus         |         | independente | 15 de abril de 2025 — presente |
|         | Secretário Regional de Finanças                       | Duarte Freitas        |         |              | 15 de abril de 2025 — presente |
|         | Secretária Regional de Saúde e Proteção Civil         | Micaela Freitas       |         |              | 15 de abril de 2025 — presente |
|         | Secretário Regional de Agricultura e Pescas           | Nuno Maciel           |         | PPD/PSD      | 15 de abril de 2025 — presente |
|         | Secretário Regional de Economia                       | José Manuel Rodrigues |         | CDS-PP       | 15 de abril de 2025 — presente |
|         | Secretário Regional de Equipamentos e Infraestruturas | Pedro Rodrigues       |         |              | 15 de abril de 2025 — presente |
|         | Secretária Regional de Inclusão, Trabalho e Juventude | Paula Margarido       |         | PPD/PSD      | 15 de abril de 2025 — presente |